# Mutiara Damai
Mutiara Damai is een bestuurslaag in het regentschap Aceh Tenggara van de provincie Atjeh, Indonesië. Mutiara Damai telt 374 inwoners (volkstelling 2010).